# Mondai Girl
Singles de Kyary Pamyu Pamyu
Kira Kira Killer
(11 juin 2014) Crazy Party Night ~Pumpkin no Gyakushū~
(2 septembre 2015)
Mondai Girl (もんだいガール, « Fille à problèmes ») est le dixième single physique de la chanteuse pop japonaise Kyary Pamyu Pamyu.

## Détails du single
Après la sortie du single Kira Kira Killer, le single Mondai Girl (écrit, composé et produit par Yasutaka Nakata) sort neuf mois plus tard, en mars 2015, sur le label UnBORDE (Warner) au Japon, en deux éditions : une régulière et une limitée. Le single atteint la 6e place du classement hebdomadaire des ventes de l'Oricon.
L'édition régulière comprend un CD seulement, celui-ci contenant la chanson-titre Mondai Girl, deux nouvelles chansons en face B, KISEKAE et My Room, une version remixée de la chanson CANDY CANDY (sorti en single trois ans auparavant en avril 2012) ainsi que les versions intrumentales des trois premières pistes. Il s'agit du premier single de Kyary à contenir deux chansons inédites en face B, par rapport aux précédents singles, n'en contenant qu'une seule. Il s'agit également du premier plus long délai de parution entre deux singles de la chanteuse (soit neuf mois d'écart).
L'édition limitée comprend, en supplément du CD, avec un DVD contenant une sélection des vidéos de quelques chansons de Kyary interprétées en concert lors de la tournée mondiale NANDA COLLECTION WORLD TOUR tenue dans différents pays en 2014 et celles interprétées au concert tenu au Yoyogi National Stadium le 9 novembre 2014 sur le sol japonais. L'édition est également accompagnée d'une jacket analogique de taille de 7 pouces ; les premières ventes pour les deux éditions incluent un autocollant.
La chanson-titre a été utilisée comme chanson-thème pour le drama Mondai no Aru Restaurant (問題のあるレストラン, « Un restaurant avec de nombreux problèmes ») diffusé sur Fuji TV tandis que celle en face B KISEKAE est servie comme chanson-thème dans un spot publicitaire pour la New Nintendo 3DS. La deuxième chanson face B My Room est quant à elle utilisée dans un autre spot publicitaire pour la marque CHINTAI.

## Liste des titres
Toutes les chansons sont écrites et composées par Yasutaka Nakata.
| CD    | CD                           | CD    | CD | CD | CD | CD | CD | CD | CD |
| No    | Titre                        | Durée |    |    |    |    |    |    |    |
| ----- | ---------------------------- | ----- | -- | -- | -- | -- | -- | -- | -- |
| 1.    | Mondai Girl (もんだいガール) | 4:36  |    |    |    |    |    |    |    |
| 2.    | KISEKAE                      | 4:06  |    |    |    |    |    |    |    |
| 3.    | My Room                      | 4:34  |    |    |    |    |    |    |    |
| 4.    | CANDY CANDY -remix-          | 4:31  |    |    |    |    |    |    |    |
| 5.    | Mondai Girl (Instrumental)   | 4:36  |    |    |    |    |    |    |    |
| 6.    | KISEKAE (Instrumental)       | 4:06  |    |    |    |    |    |    |    |
| 7.    | My Room (Instrumental)       | 4:34  |    |    |    |    |    |    |    |
| 17:47 |                              |       |    |    |    |    |    |    |    |

| 1. | PONPONPON (NANDA COLLECTION WORLD TOUR 2014 au Shepherd’s Bush Empire à Londres le 29 avril 2014)       |  |
| 2. | Tsukema Tsukeru (NANDA COLLECTION WORLD TOUR 2014 au Shepherd’s Bush Empire à Londres le 29 avril 2014) |  |
| 3. | Fashion Monster (NANDA COLLECTION WORLD TOUR 2014 au Shepherd’s Bush Empire à Londres le 29 avril 2014) |  |
| 4. | Invader Invader (NANDA COLLECTION WORLD TOUR 2014 au Shepherd’s Bush Empire à Londres le 29 avril 2014) |  |
| 5. | Mi (NANDA COLLECTION LIVE à Hawaii au Waikiki Shell le 20 juin 2014)                                    |  |
| 6. | Ninjya Re Bang Bang (NANDA COLLECTION LIVE à Hawaii au Waikiki Shell le 20 juin 2014)                   |  |
| 7. | Mottai Night Land (からふるぱにっくTOY BOX au Yoyogi National Stadium le 9 novembre 2014)               |  |
| 8. | Kira Kira Killer (からふるぱにっくTOY BOX au Yoyogi National Stadium le 9 novembre 2014)                |  |
| 9. | Family Party (からふるぱにっくTOY BOX au Yoyogi National Stadium le 9 novembre 2014)                    |  |

## Crédits

### Pochette
- Steve Nakamura – Directeur artistique, designer

### Vidéoclip
- Tamukai Jun - Directeur
- Kumiko Iijima - Styliste
- Minako Suzuki - Coiffure et maquillage
- Hiroshi Takayama (TC MAX) - Producteur